# Black Snake Moan
Black Snake Moan er en film der fik premiere i Danmark den 15. juni 2007. Den er skrevet og instrueret af Craig Brewer, og filmet i Memphis, Tennessee. Hovedrollerne bæres af Samuel L. Jackson, Christina Ricci og Justin Timberlake. Filmtitlen stammer fra en sang (fra 1927) af bluesmusikeren Blind Lemon Jefferson. Handlingen er til dels baseret på George Eliots novelle Silas Marner (1861), hvor et religiøst udskud også kommer sig over et overstået romantisk forhold. I novellen er Eppie bundet til Silas' hus med et 'reb' af stof, ligesom man ser Rae være bundet til huset med en jernkæde i Black Snake Moan. 

## Medvirkende
| Skuespiller                 | Person   |
| --------------------------- | -------- |
| Samuel L. Jackson           | Lazarus  |
| Christina Ricci             | Rae      |
| Justin Timberlake           | Ronnie   |
| John Cothran Jr.            | R.L.     |
| S. Epatha Merkerson         | Angela   |
| David Banner                | Tehronne |
| Son House (arkiv materiale) | Sig selv |
| Neimus K. Williams          | Lincoln  |
| Michael Raymond-James       | Gill     |
| Molly Roudabush             | Trixy    |

## Trivia
- Samuel L. Jackson brugte 6-7 timer om dagen i et halvt år for at lære at spille bluesguitar på de medvirkende numre.[1][2]
- Christina Ricci havde en rigtig, 18 kg tung, jernkæde på under optagelserne[3]og spiste kun sukker for at opnå hendes usunde udseende.

### noter
1. ↑  "Samuel L Jackson Talks Home of the Brave, a War Film, and 50 Cent". Arkiveret fra originalen 30. december 2006. Hentet 15. juli 2007.
2. ↑  "Moaning MF'n Snakes | CRAVEONLINE.COM". Arkiveret fra originalen 23. februar 2007. Hentet 15. juli 2007.
3. ↑  Black Snake Moan

## Eksterne Henvisninger
- Black Snake Moan på Internet Movie Database (engelsk)
- Black Snake Moan på Filmdatabasen
- Black Snake Moan på Scope
- Black Snake Moan i Svensk Filmdatabas (svensk)
- Black Snake Moan på AlloCiné (fransk)
- Black Snake Moan på MovieMeter (nederlandsk)
- Black Snake Moan på AllMovie (engelsk)
- Black Snake Moan hos American Film Institute (engelsk)
- Black Snake Moan på Turner Classic Movies (engelsk)
- Black Snake Moan på The Movie Database (engelsk)